# Zum Mariengarten

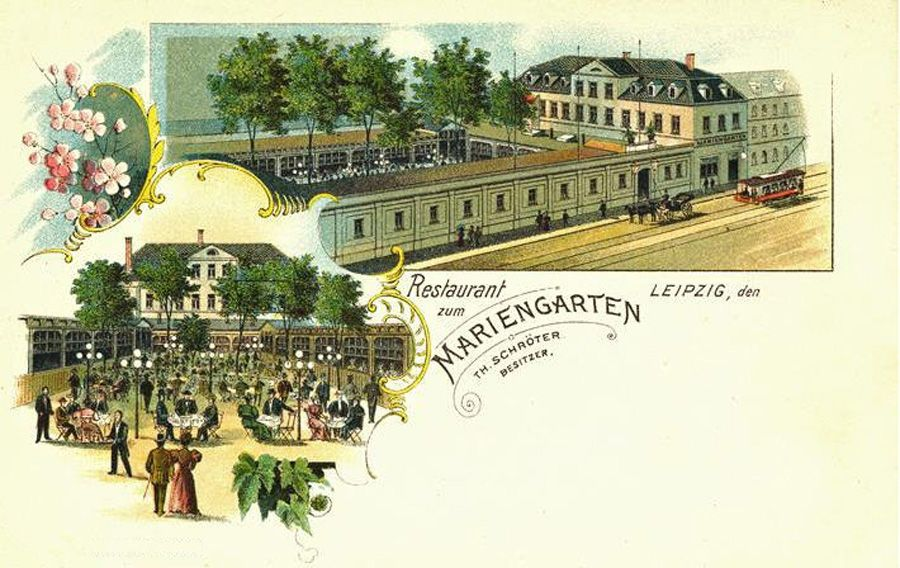
Restaurant Zum Mariengarten (1905)

Zum Mariengarten (mitunter auch nur Mariengarten) war der Name einer Gaststätte in Leipzig, in der 1900 der Deutsche Fußball-Bund (DFB) gegründet wurde.

## Lage und Gestalt

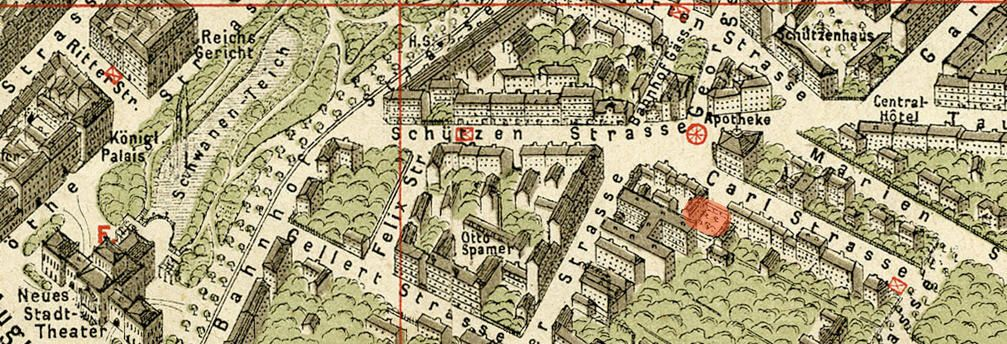
Lage des Mariengartens (um 1881)

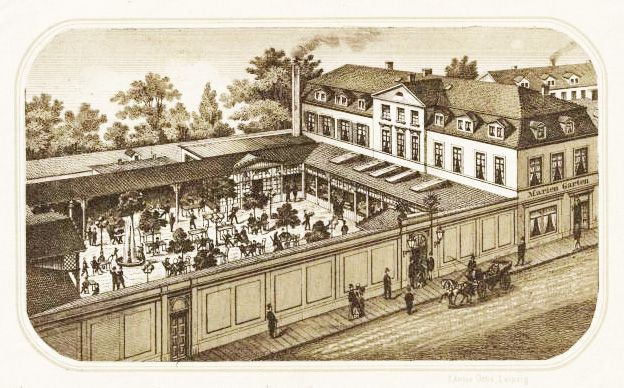
Restaurant Mariengarten (1877)

Die Gaststätte befand sich in der Ostvorstadt in der Karlstraße 10 (seit 2001 Büttnerstraße), ehemals unweit des Hinter- oder Tauchaer Tores, eines der äußeren Stadttore der Stadt. Der Name nimmt möglicherweise Bezug auf die Marienstadt, den westlichen Teil der Ostvorstadt.
Das zweistöckige Gebäude im Stil des Barocks mit Mansardwalmdach stand mit der Schmalseite mit drei Fensterachsen zur Straße. Der Breitseite mit elf Fensterachsen und einem mittigen Zwerchhaus war ein Garten vorgelagert, der gastronomisch genutzt wurde. Er war vollständig von Arkaden umgeben.

## Geschichte
Das Gebäude wurde um 1750 errichtet. In der ersten Hälfte des 19. Jahrhunderts war es im Besitz des Juristen Christian Gottfried Hillig († 1844) und trug den Namen Hilligs Villa. Hillig muss ein passionierter Kunstsammler gewesen sein. Der Katalog zur Versteigerung seiner Kunstwerke im Jahr 1845 umfasste 1251 Positionen.

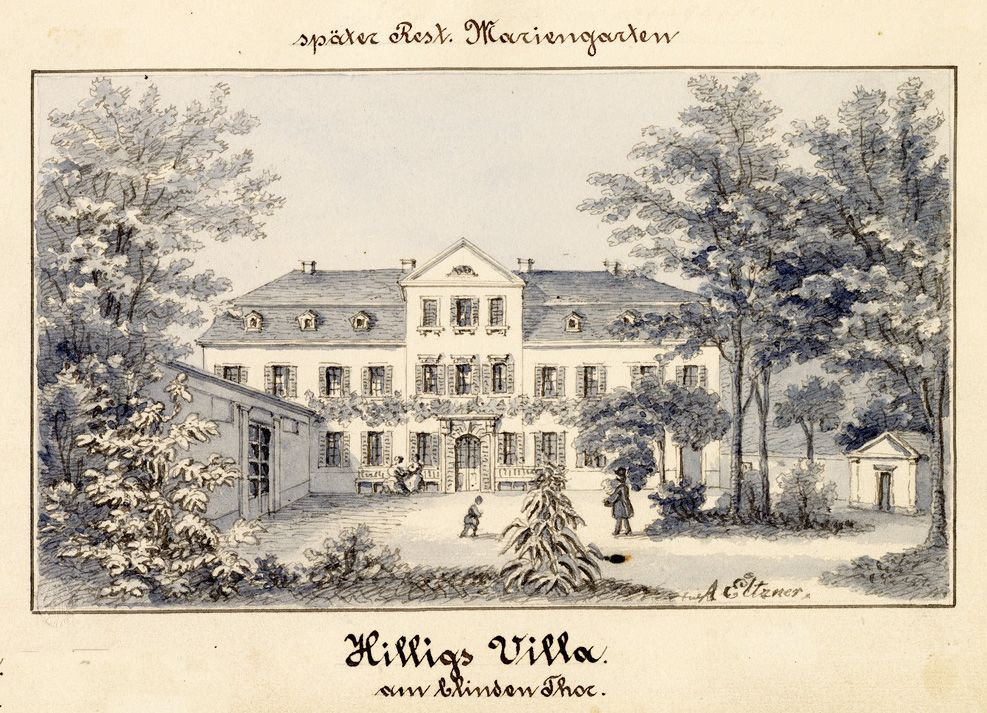
Villa Hillig (um 1840)
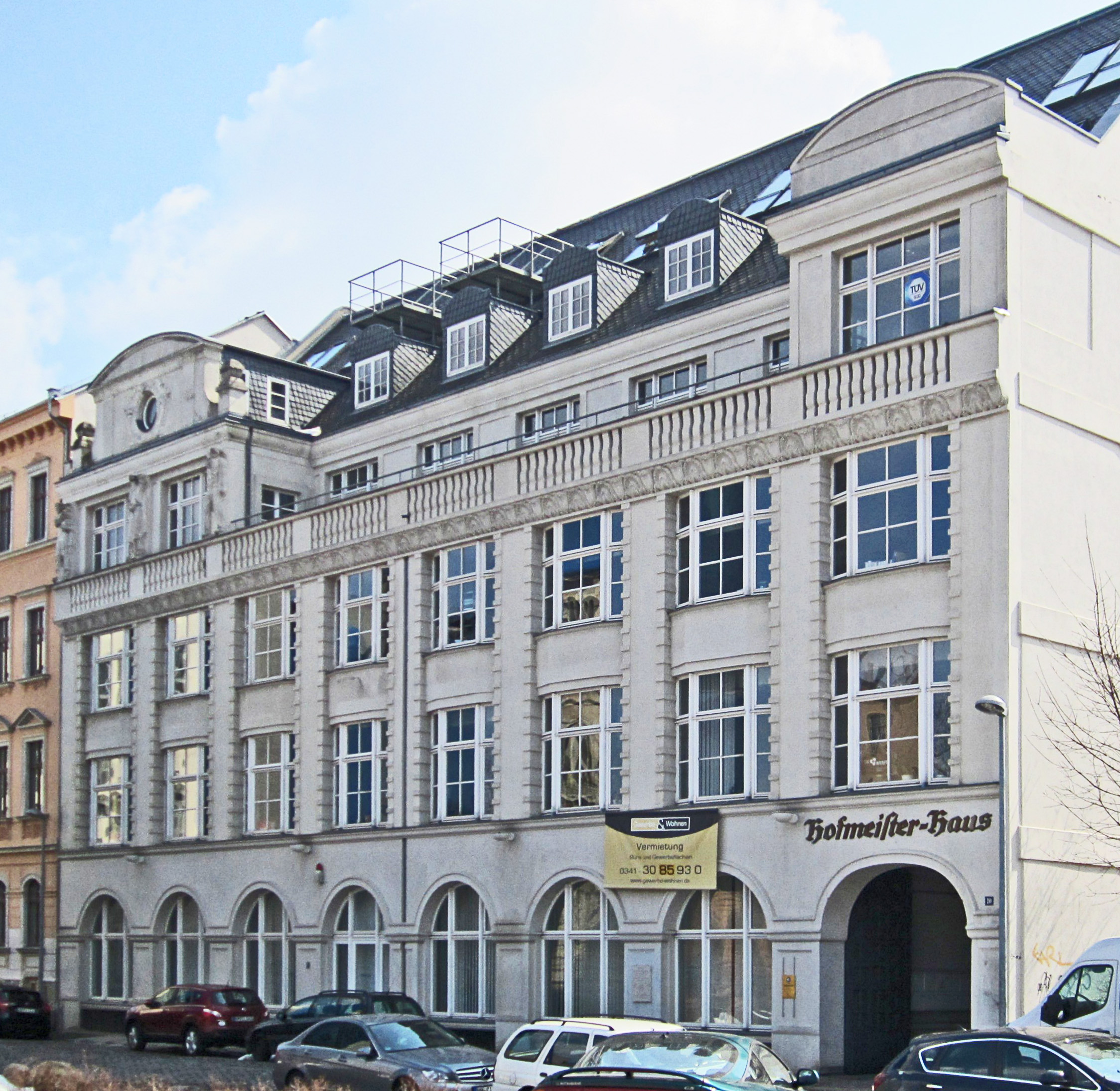
Hofmeister-Haus (2013)
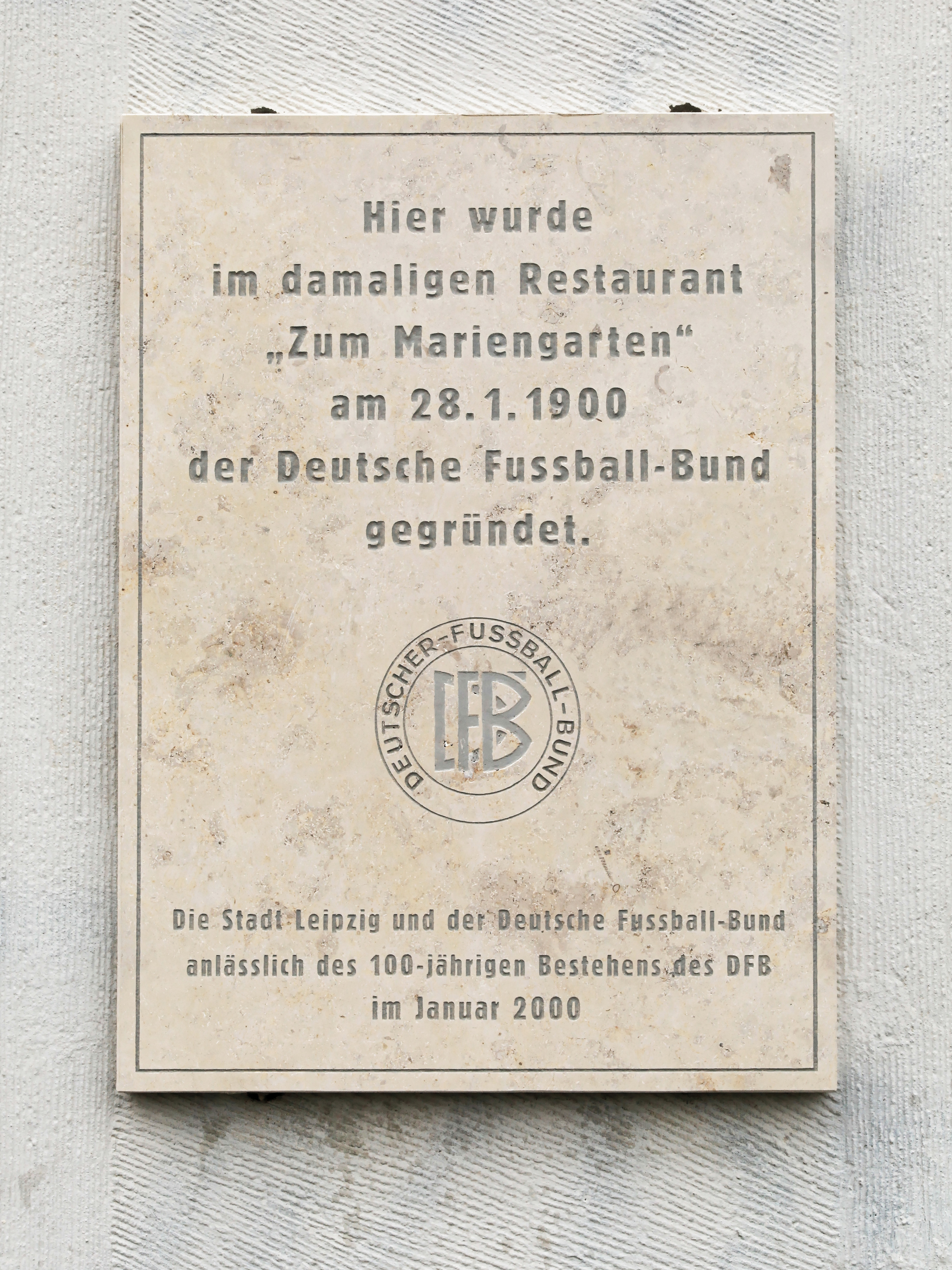
DFB-Tafel (2015)

1867 wurde das Haus zum Restaurant mit großem Biergarten umgebaut. Das wichtigste Ereignis in der Geschichte der Einrichtung fand im Jahr 1900 statt. Am 28. Januar versammelten sich 36 Teilnehmer, die 86 deutsche Fußballvereine vertraten, zum Ersten Allgemeinen Deutschen Fußballtag.
Die Vertreter von 60 Vereinen beschlossen die Gründung des Deutschen Fußball-Bundes. Den Anstoß für die Gründung hatte Johannes Kirmse (1876–1930), damals Vorsitzender des Verbands Leipziger Ballspiel-Vereine gegeben, der per Annonce in den „Deutschen Sportnachrichten“ zur Gründungsversammlung nach Leipzig einlud. Für den Verein Leipziger BC 1893 nahm Oskar Büttner (1870–1945) teil und wurde in den Vorstand gewählt. Als 2001 die Karlstraße wegen Namensdopplung durch Eingemeindung umbenannt werden musste, wurde sie zur Büttnerstraße.
1913 wurde das Restaurant abgerissen und im Folgejahr das Hofmeister-Haus errichtet, damals Betriebsgebäude des Friedrich Hofmeister Musikverlags, heute (Stand 2024)  Wohn- und Geschäftshaus. An diesem Haus erinnert seit Januar 2000 eine Tafel der Stadt und des DFB an dessen Gründung im Restaurant Zum Mariengarten.